# حوزه انتخابیه شانزدهم ایلینوی
حوزه انتخابیه شانزدهم ایلی‌نوی یک حوزه انتخابیه مجلس نمایندگان آمریکا است که در ایالت ایلی‌نوی قرار دارد.